# Педро Себальйос
Педро Франциско Себальйос Фуентес (ісп. Pedro Francisco Ceballos Fuentes; нар. 8 вересня 1990, Сан-Фернандо-де-Апуре, штат Апуре) — венесуельський борець вільного стилю, дворазовий срібний та бронзовий призер Панамериканських чемпіонатів, срібний призер Панамериканських ігор, дворазовий чемпіон Південноамериканських ігор, чемпіон, срібний та бронзовий призер Центральноамериканських і Карибських ігор, чемпіон Боліваріанських ігор, учасник Олімпійських ігор.

## Життєпис
Боротьбою почав займатися з 1995 року. У 2007 році став Панамериканським чемпіоном серед кадетів. Того ж року виграв Панамериканський чемпіонат серед юніорів. У 2010 році вдруге став Панамериканським чемпіоном серед юніорів.
Виступає за борцівський клуб Апуре. Тренер — Мігель Фуентес.

## Спортивні результати на міжнародних змаганнях

### Виступи на Олімпіадах
| Змагання                    | Збірна    | Вагова категорія          | Місце |
| --------------------------- | --------- | ------------------------- | ----- |
| Літні Олімпійські ігри 2016 | Венесуела | вільна боротьба, до 86 кг | 5     |

### Виступи на Чемпіонатах світу
| Змагання                        | Збірна    | Вагова категорія          | Місце |
| ------------------------------- | --------- | ------------------------- | ----- |
| Чемпіонат світу з боротьби 2014 | Венесуела | вільна боротьба, до 86 кг | 10    |
| Чемпіонат світу з боротьби 2015 | Венесуела | вільна боротьба, до 86 кг | 10    |
| Чемпіонат світу з боротьби 2018 | Венесуела | вільна боротьба, до 86 кг | 12    |
| Чемпіонат світу з боротьби 2019 | Венесуела | вільна боротьба, до 86 кг | 28    |

### Виступи на Панамериканських чемпіонатах
| Змагання                                   | Збірна    | Вагова категорія          | Місце  |
| ------------------------------------------ | --------- | ------------------------- | ------ |
| Панамериканський чемпіонат з боротьби 2013 | Венесуела | вільна боротьба, до 84 кг | 9      |
| Панамериканський чемпіонат з боротьби 2015 | Венесуела | вільна боротьба, до 86 кг | 5      |
| Панамериканський чемпіонат з боротьби 2016 | Венесуела | вільна боротьба, до 86 кг | 8      |
| Панамериканський чемпіонат з боротьби 2017 | Венесуела | вільна боротьба, до 86 кг | Срібло |
| Панамериканський чемпіонат з боротьби 2018 | Венесуела | вільна боротьба, до 86 кг | Бронза |
| Панамериканський чемпіонат з боротьби 2019 | Венесуела | вільна боротьба, до 86 кг | Срібло |
| Панамериканський чемпіонат з боротьби 2020 | Венесуела | вільна боротьба, до 86 кг | 9      |
| Панамериканський чемпіонат з боротьби 2022 | Венесуела | вільна боротьба, до 86 кг | 7      |

### Виступи на Панамериканських іграх
| Змагання                  | Збірна    | Вагова категорія          | Місце  |
| ------------------------- | --------- | ------------------------- | ------ |
| Панамериканські ігри 2015 | Венесуела | вільна боротьба, до 86 кг | 7      |
| Панамериканські ігри 2019 | Венесуела | вільна боротьба, до 86 кг | Срібло |

### Виступи на Південноамериканських іграх
| Змагання                       | Збірна    | Вагова категорія          | Місце  |
| ------------------------------ | --------- | ------------------------- | ------ |
| Південноамериканські ігри 2014 | Венесуела | вільна боротьба, до 86 кг | Золото |
| Південноамериканські ігри 2018 | Венесуела | вільна боротьба, до 86 кг | Золото |

### Виступи на Центральноамериканських і Карибських іграх
| Змагання                                                | Збірна    | Вагова категорія          | Місце  |
| ------------------------------------------------------- | --------- | ------------------------- | ------ |
| Центральноамериканські і Карибські ігри 2014 (Сан-Хуан) | Венесуела | вільна боротьба, до 86 кг | Золото |
| Центральноамериканські і Карибські ігри 2014 (Веракрус) | Венесуела | вільна боротьба, до 86 кг | Срібло |
| Центральноамериканські і Карибські ігри 2018            | Венесуела | вільна боротьба, до 86 кг | Бронза |

### Виступи на Боліваріанських іграх
| Змагання                 | Збірна    | Вагова категорія          | Місце  |
| ------------------------ | --------- | ------------------------- | ------ |
| Боліваріанські ігри 2022 | Венесуела | вільна боротьба, до 86 кг | Золото |

### Виступи на інших змаганнях
| Змагання                                                         | Збірна    | Вагова категорія          | Місце  |
| ---------------------------------------------------------------- | --------- | ------------------------- | ------ |
| Меморіал Вацлава Циолковського 2014                              | Венесуела | вільна боротьба, до 86 кг | 19     |
| Олімпійський кваліфікаційний турнір з боротьби 2016 (Фріско)     | Венесуела | вільна боротьба, до 86 кг |        |
| Олімпійський кваліфікаційний турнір з боротьби 2016 (Улан-Батор) | Венесуела | вільна боротьба, до 86 кг | Срібло |
| Кубок Тахті 2017                                                 | Венесуела | команда                   | 7      |
| Відкритий чемпіонат Монголії з боротьби 2017                     | Венесуела | вільна боротьба, до 86 кг | Бронза |
| Cerro Pelado International 2018                                  | Венесуела | вільна боротьба, до 86 кг | 4      |
| Гран-прі Іспанії з боротьби 2019                                 | Венесуела | вільна боротьба, до 86 кг | Золото |
| Меморіал Маттео Пелліконе 2020                                   | Венесуела | вільна боротьба, до 86 кг | 11     |
| Олімпійський кваліфікаційний турнір з боротьби 2020 (Оттава)     | Венесуела | вільна боротьба, до 86 кг | 5      |
| Турнір Дана Колова — Николи Петрова 2021                         | Венесуела | вільна боротьба, до 86 кг | Золото |
| Олімпійський кваліфікаційний турнір з боротьби 2020 (Софія)      | Венесуела | вільна боротьба, до 86 кг | 26     |
| Центральноамериканські і Карибські пляжні ігри 2022              | Венесуела | пляжна боротьба, M 90 кг  | Золото |

### Виступи на змаганнях молодших вікових груп
| Змагання                                                 | Збірна    | Вагова категорія          | Місце  |
| -------------------------------------------------------- | --------- | ------------------------- | ------ |
| Панамериканський чемпіонат з боротьби серед кадетів 2007 | Венесуела | вільна боротьба, до 69 кг | Золото |
| Панамериканський чемпіонат з боротьби серед юніорів 2007 | Венесуела | вільна боротьба, до 66 кг | Золото |
| Чемпіонат світу з боротьби серед юніорів 2009            | Венесуела | вільна боротьба, до 74 кг | 14     |
| Панамериканський чемпіонат з боротьби серед юніорів 2010 | Венесуела | вільна боротьба, до 74 кг | Золото |